# Водокачка (Кстининский сельский округ)
Водокачка — упразднённый в 2012 году населённый пункт в Кирово-Чепецком районе Кировской области России. На год упразднения входила в состав Кстининского сельского поселения.

## География
Деревня находится в центральной части области, в подзоне южной тайги, в 4 км от села Кстинино, у ручья Полой, отделяющий селение от деревни Латыши.

## Климат
Климат характеризуется как континентальный, с продолжительной холодной многоснежной зимой и умеренно тёплым коротким летом. Среднегодовая температура — 1,3 — 1,4 °C. Средняя температура воздуха самого холодного месяца (января) составляет −14,4 — −14,3 °C (абсолютный минимум — −35 °С); самого тёплого месяца (июля) — 17,6 — 17,8 °C (абсолютный максимум — 35 °С). Безморозный период длится в течение 114—122 дней. Годовое количество атмосферных осадков — 500—700 мм, из которых около 70 % выпадает в тёплый период. Снежный покров устанавливается в середине ноября и держится 160—170 дней.

## Топоним
Список населённых мест Вятской губернии (1926 г.) приводит тип населённого пункта (водокачка) и название «Водокачка П. Ж. Д.».
Список населённых пунктов Кировской области 1939 г. приводит	название водокачка 19 км. Список населённых пунктов Кировской области на 01.01.1950 г. называет Водокачка на 19 км.
Под названием Водокачка приводится ещё в справочнике административно-территориальное деления Кировской области на 1 июня 1978 г.
Аналогичные названия в Кировской области: железнодорожная водокачка 911 км, железнодорожная водокачка N 1. В том же Кирово-Чепецком районе числились два населённых пункта Водокачка: на 2002 год одна входила в Кстининский сельский округ, другая в Пасеговский сельский округ

## История
Согласно данным переписи населения 1926 г. «Водокачка П. Ж. Д.» входила в Вятский уезд, Вятская волость, Кстининский сельсовет.
Снята с учёта 28.06.2012 Законом Кировской области от 28.06.2012 № 178-ЗО вместе с ж.д. будка 981 км.

## Население
По Всесоюзной переписи населения 1989 года и по переписи 2002 года учтено 2 жителя (мужчина и женщина) (Итоги Всесоюзной переписи населения 1989 года по Кировской области [Текст] : сб. Т. 3. Сельские населенные пункты / Госкомстат РСФСР, Киров. обл. упр. статистики. — Киров:, 1990. — 236 с. С.78).
Согласно результатам переписи 2002 года, в национальной структуре населения русские составляли 100 % из 2 чел..
В 2010 году — опустевшая деревня

## Инфраструктура
Водозаборное сооружение (водокачка).

## Транспорт
Железнодорожный транспорт.
Просёлочная дорога.